# Slovenska Matica

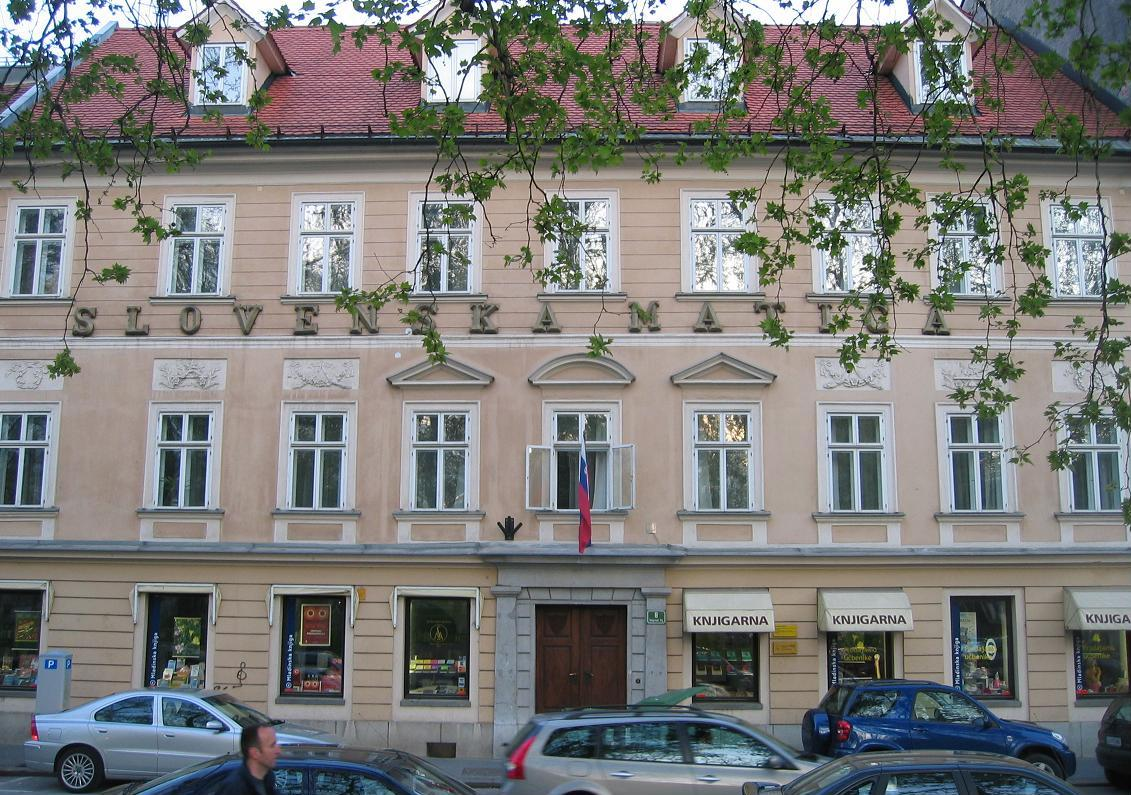
Sitz der SLOVENSKA MATICA

Slovenska matica (SM) ist der Name eines 1864 in Laibach/Ljubljana gegründeten und Vereins zur Förderung der slowenischen Kultur und Wissenschaft mit Sitz in Ljubljana, Kongresni trg 8. Der Verein unterhält mit dem gleichnamigen Verlag das zweitälteste Verlagsunternehmen in Slowenien, veranstaltet wissenschaftliche Kongress und weitere kulturelle Aktivitäten.  

## Namensbedeutung
Der Begriff Matica (von altslawisch: Quelle, Urquell, Bedeutung in mehreren modernen slawischen Sprachen: Bienenkönigin) wurde im 19. Jahrhundert in slawischsprachigen Regionen der Habsburgermonarchie als Namen für  Vereinigungen geprägt, deren Ziel die Förderung und Emanzipation der slawischen Kultur war. Das Wort ist vom slawischen Wort für Mutter (mat(i)) abgeleitet und bedeutet ganz allgemein wörtlich etwa „wichtiges mütterliches/mutterartiges Etwas“.

## Geschichte
Nach dem Vorbild von slawischsprachigen Kulturvereinen, wie der Matica srpska aus dem Jahr 1826 wurde im Februar 1864 in Laibach die Kulturvereinigung Matica slovenska (heute: Slovenska matica) mit ausdrücklicher Unterstützung des österreichischen Kaiser Franz Joseph I. gegründet.
Ein wesentliches Anliegen war es, Bücher in slowenischer Sprache herauszugeben, das Bildungs- und Wissensniveau im slowenischen Sprachbereich zu heben und die Terminologie für verschiedene Wissenszweige in slowenischer Sprache zu erweitern. Im frühen 20. Jahrhundert pflegte die Institution Kontakte zu Universitäten und Akademien von London bis St. Petersburg. Während des Ersten Weltkriegs geriet es in Konflikt mit den Behörden durch die Veröffentlichung eines Buches über den Umgang mit österreichischen Truppen im annektierten Bosnien, was zur Beschlagnahmung des Besitzes des Vereins führte. Zwischen den beiden Weltkriegen half Slovenska matica beim Aufbau der Slowenische Akademie der Wissenschaften und Künste. Im September 1941 war die Institution illegaler Versammlungsort der Slowenischen Befreiungsfront. 1944 wurde das Verlagshaus durch die deutsche Besatzung geschlossen; nach der Befreiung wurde es als staatliche Einrichtung wieder eröffnet. 